# Gunung Lipis
Gunung Lipis är ett berg i Indonesien.   Det ligger i provinsen Aceh, i den västra delen av landet, 1 600 km nordväst om huvudstaden Jakarta. Toppen på Gunung Lipis är 311 meter över havet, eller 185 meter över den omgivande terrängen. Bredden vid basen är 1,9 km.
Terrängen runt Gunung Lipis är varierad.Runt Gunung Lipis är det glesbefolkat, med 9 invånare per kvadratkilometer. I omgivningarna runt Gunung Lipis växer i huvudsak städsegrön lövskog.